# John Seigenthaler senior

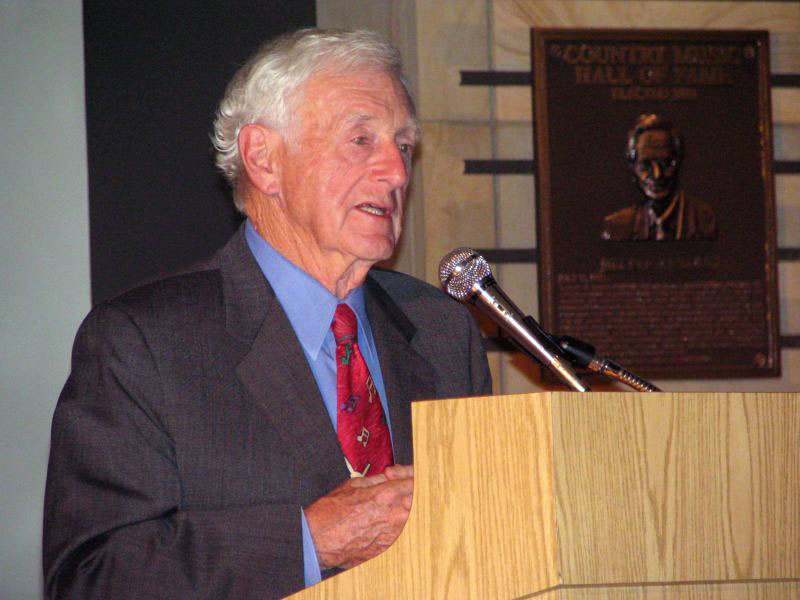
John Seigenthaler (2005)

John Lawrence Seigenthaler (sprich: ['sigɛnˌθɔlɚ], * 27. Juli 1927 in Nashville, Tennessee; † 11. Juli 2014 ebenda) war ein US-amerikanischer Journalist und Buchautor.

## Biographie
Seigenthaler wurde 1927 in Nashville geboren. Er besuchte das dortige Peabody College. 1949 wurde er bei der Zeitung The Tennessean tätig. Ab 1962 war er dort Chefredakteur, ab 1973 Herausgeber, von 1982 bis 1991 Vorsitzender, und nach seinem Rücktritt Ehrenvorsitzender dieser Zeitung. Von 1982 bis 1991 arbeitete Seigenthaler für die von ihm mitbegründete Tageszeitung USA Today als Redaktionsdirektor. Daneben wirkte er als Vorstandsmitglied und zeitweilig Präsident der American Society of Newspaper Editors.
Seigenthaler war seit 1955 mit Dolores Watson verheiratet. Ihr gemeinsamer Sohn John wurde 1955 geboren und ist Nachrichtensprecher bei NBC. Seigenthalers älterer Bruder Thomas Seigenthaler ist Gründer der Seigenthaler-Stiftung. 
John Seigenthaler starb am 11. Juli 2014 in seinem Geburtsort Nashville.

## Beruflicher Werdegang
Seigenthaler trat als Journalist erstmals hervor im Jahre 1953, als er einen 22 Jahre zuvor verschwundenen Unternehmersohn aus Tennessee aufspürte. Im Juli 1956 trugen seine journalistischen Ermittlungen um Machenschaften von Gewerkschaftsfunktionären zur Entlassung des Richters Ralston Schoolfield bei. 1960 wurde Seigenthaler kurzfristig Mitarbeiter der Regierung unter Justizminister Robert F. Kennedy. Am 21. April 1961 war er bei dessen Gespräch mit Martin Luther King anwesend. Während der Freedom Rides 1961 führte er im Auftrag der Regierung die Verhandlungen mit Alabamas Gouverneur John Malcolm Patterson. Im Mai 1961 wurde er in Birmingham selbst Opfer rassistischer Gewalt, als ein weißer Mob das städtische Busterminal umzingelte, wo eine Gruppe von Freedom Riders nach einem Überfall durch den Ku-Klux-Klan gestrandet war. Nachdem er versucht hatte, einer Bürgerrechtlerin zur Flucht zu verhelfen, wurde Seigenthaler niedergeschlagen und erlitt ein Schädel-Hirn-Trauma. Vor Ort anwesende FBI-Agenten schauten dem Treiben zu, ohne in das Geschehen einzugreifen. Am 21. Mai 1961 entsandte Robert F. Kennedy 500 Marshals nach Alabama, um der Gewalt ein Ende zu setzen und Luther King zu schützen, der nach Birmingham flog.
1962 schließlich trat er als Chefredakteur wieder bei der Zeitung The Tennessean ein. Unter einer neuen Leitung des Blattes bekam die Zeitung schnell einen guten Ruf. Trotzdem wurde er von einem der von ihm 1956 ermittelten Gewerkschaftsfunktionäre, Jimmy Hoffa, in dessen Prozess beschuldigt, in seiner Zeitung einseitig berichtet zu haben, was auf die Freundschaft zwischen Seigenthaler und Kennedy zurückzuführen sei. Dies wies Seigenthaler stets zurück. Er arbeitete 1968 im Wahlkampfteam für die Präsidentschaft von Robert F. Kennedy. Nach Kennedys Ermordung am 6. Juni 1968 hielt er mit die Totenwache an dessen Sarg.
Als Herausgeber der Zeitung entließ er im Mai 1976 das Redaktionsmitglied Jacque Srouji, die als FBI-Informantin gearbeitet hatte. Das FBI hatte auch über Seigenthaler etliche Informationen gesammelt. Er versuchte ein Jahr lang, Einsicht in diese Akten zu erhalten. Diese enthielten u. a. Anmerkungen, dass Seigenthaler Beziehungen mit jungen Mädchen gehabt hätte. Seigenthaler veröffentlichte das komplette Material, das das FBI über ihn gesammelt hatte. Für diesen publizistischen Mut erhielt er 1976 den Sidney Hillman Prize. Die Vorwürfe konnten von ihm widerlegt werden.
1986 errichtete die Middle Tennessee State University zu Ehren Seigenthalers den John Seigenthaler Chair of Excellence in First Amendment Studies. Er gründete an der Vanderbilt University 1991 das First Amendment Center. Im Jahr 2002 benannte die Universität das Gebäude, in dem sich das First Amendment Center befindet, in John Seigenthaler Center um. Auch eine Fußgängerbrücke in Nashville ist nach ihm benannt.

## Wikipedia-Kontroverse
Im Mai 2005 stellte ein anonymer Wikipedia-Benutzer durch einen Artikel in der englischen Wikipedia eine frei erfundene Beziehung zwischen Seigenthaler und den Mordanschlägen auf Robert und John F. Kennedy her. Dies wurde im September 2005 von einem Freund Seigenthalers entdeckt. Seigenthaler kontaktierte darauf den Wikipedia-Mitbegründer Jimmy Wales, der daraufhin diese Behauptung aus dem Artikel entfernte. Über die verwendete IP-Adresse konnte Seigenthaler an den Provider Bell South herantreten, der jedoch die Herausgabe der Adressdaten des Anschlussinhabers verweigern musste, solange dies nicht aufgrund eines Strafverfahrens gegen den Verleumder angeordnet wurde. Seigenthaler machte sodann – ebenso erfolglos – Larry Sanger als einen der Gründer von Wikipedia verantwortlich. Daraufhin gründete Larry Sanger (nach Nupedia) neuerlich eine Online-Enzyklopädie („Citizendium“) mit namentlichen, nichtanonymen Autoren.
Seigenthaler nannte die Wikipedia am 29. November 2005 wegen der Anschuldigungen für Recherchen ungeeignet (“… Wikipedia is a flawed and irresponsible research tool…. For four months, Wikipedia depicted me as a suspected assassin.”). Er stehe zum Recht, frei seine Meinung äußern zu dürfen, seine Kritik richte sich dagegen, dass bei Wikipediabeiträgen niemand dafür die Verantwortung zu übernehmen brauche. Dies hatte diverse Kommentare zu diesem Thema und zur Glaubwürdigkeit von Informationen im Internet insgesamt zur Folge.
Als Folge davon veranlasste Jimmy Wales, dass neue Artikel nur von angemeldeten Benutzern angelegt werden dürfen. Dies betrifft nur die englischsprachige Wikipedia und gilt als Experiment. Erreicht werden soll eine Reduzierung der neuen Beiträge, denn zuletzt konnten andere Benutzer beim Überprüfen nicht mithalten mit dem Tempo, in dem neue Beiträge geschrieben wurden.
Der anonyme Autor des inkriminierten Wikipedia-Artikels wurde im weiteren Verlauf der Affäre bekannt. Die Süddeutsche Zeitung vom 12. Dezember 2005 schreibt dazu im Feuilleton unter dem Titel Scherzcookie. Wikipedia-Fälscher enttarnt:
„Nun gelang es dem Wikipedia-Kritiker Daniel Brandt mittels der verwendeten IP-Adressen die Identität des Autors zu lüften: Brian C. heißt er und arbeitet bei einer Spedition in Nashville. Er habe Wikipedia für eine Scherz-Website gehalten, und als Scherz sei auch sein Eintrag gemeint gewesen. Zerknirscht hat er sich bei Seigenthaler entschuldigt.“

## Schriften
- mit Pierre Salinger, Edwin Guthman, Frank Mankiewicz: An Honorable Profession. A Tribute to Robert F. Kennedy. Doubleday, Garden City 1968, 2. Aufl. 1993, ISBN 0-385-47127-0.
- A Search for Justice. Aurora, Nashville 1971, ISBN 0-87695-003-9.
- The Year of the Scandal Called Watergate. Nashville 1974.
- James K. Polk, 1845–1849 (= The American Presidents Series, Band 11). Times Books, New York 2004, ISBN 0-8050-6942-9.